# Demetrio Lozano
Demetrio Lozano Jarque (Alcalá de Henares, 26. rujna 1975.) je španjolski rukometaš. Igra na poziciji lijevog vanjskog. Španjolski je reprezentativac. Igra za Aragón. Još je igrao za Juventud iz Alcale, Ademar Leon, Barcelonu, Kiel i Portland San Antonio.
Osvojio je naslov svjetskog prvaka 2005. u Tunisu. Na Olimpijskim igrama 2000., 2004. i 2008. je osvojio broncu, a na europskim prvenstvima 1996., 1998. i 2006. srebro, a 2000. broncu. Odigrao je preko 200 utakmica za Španjolsku.

## Vanjske poveznice
- FC Barcelona  Arhivirana inačica izvorne stranice od 16. prosinca 2009. (Wayback Machine) Profil